# Víktor Khriapa
Víktor Khriapa   (Kíiv, 3 d'agost de 1982) és un jugador de bàsquet professional ucraïnès de naixement, que va desenvolupar la majoria de la seva carrera i defensar els colors de la selecció rusa. Va jugar per la seva última temporada al CSKA Moscou de la VTB United League. Ala-pivot versàtil de 2,06 m d'alçada, ha estat tres vegades dins la selecció de millors de l’Eurolliga, va guanyar el premi al millor defensor de l’Eurolliga el 2010.
Membre habitual de l’antiga selecció de bàsquet russa, va contribuir al triomf a l’Eurobasket 2007, on van guanyar la medalla d’or. També va guanyar dues medalles de bronze a l’Eurobasket 2011 i als Jocs Olímpics d’estiu del 2012.

## Carrera professional

### Europa
Khriapa va jugar per Khimik Engels el 1999–00 i per a Avtodor Saratov el 2000–02. El 2002, Khriapa va ser fitxat pel CSKA de Moscou, amb qui va guanyar dos campionats de Rússia el 2003 i el 2004.

### NBA
Khriapa va ser la 22a selecció general del draft de la NBA del 2004. Va ser escollit pels New Jersey Nets i, posteriorment, el va canviar als Portland Trail Blazers per Eddie Gill. Aleshores, el 28 de juny del 2006, va ser canviat als Chicago Bulls juntament amb Tyrus Thomas, pels drets de LaMarcus Aldridge.
El febrer de 2008, els Chicago Bulls van comprar el contracte de Khriapa després que el davanter expressés la seva frustració per la seva falta de temps de joc. Havia aparegut en només nou partits la temporada 2007-08 de la NBA fins aquell moment, amb una mitjana de 3,6 punts per partit i 2,2 rebots per partit.

### Retorn a Europa
Khriapa tenia la intenció de tornar a Rússia com a membre del CSKA Moscou i va signar amb el seu antic club el 12 de febrer de 2008, amb un contracte de quatre anys i mig. Amb el CSKA va guanyar el Campionat de Rússia el 2008, el 2009, el 2010 i el 2011, el Campionat de Lliga Unida VTB el 2010 i el Campionat de l’EuroLeague el 2008. El maig del 2014 va ser nomenat segon equip de l’EuroLeague, el segon equip de l’EuroLeague, el segon consecutiu a la seva carrera.
Khriapa es va perdre la primera meitat de la temporada 2014-15 a causa d'una rehabilitació de lesions al turmell. El 10 de desembre de 2014 va ser sotmès a una cirurgia que el va mantenir fora de la pista durant tres mesos. Va tornar a l'acció en un partit contra Laboral Kutxa el 5 de març del 2015. El CSKA de Moscou ha aconseguit passar a la final de l'Eurolliga per quarta temporada consecutiva, després d'eliminar el Panathinaikos per segona temporada consecutiva a la sèrie de quarts de final amb un 3 –1 victòria de la sèrie. No obstant això, a la semifinal, tot i haver estat batejat pels mitjans com a favorit absolut per avançar, el CSKA va tornar a perdre contra l'Olympiacos. El resultat final va ser de 70 a 68, després d’una gran remuntada de l’Olympiacos al quart quart, dirigida per Vassilis Spanoulis. El CSKA Moscou va guanyar finalment el tercer lloc de l'Eurolliga, després de derrotar el Fenerbahçe, amb un marcador de 86-80. Durant més de 10 partits de l'Eurolliga jugats, va fer una mitjana de 1,2 punts, 1,8 rebots i 1 assistència per partit.
El 23 de juliol de 2015 va tornar a signar amb el CSKA per una temporada més. El juny de 2016, el CSKA va utilitzar l’opció d’equip per mantenir Khriapa al club una temporada més. Es va separar oficialment del CSKA el 26 de juny de 2018, després de la segona etapa de deu anys amb el club.

## Carrera en la selecció nacional
Khriapa va ser membre de la selecció russa de bàsquet masculina sènior, guanyant la medalla d’or a l’Eurobasket 2007. També va participar al Campionat del Món FIBA 2002, l’Eurobasket 2003, l’Eurobasket 2005 i va guanyar una medalla de bronze a l’Eurobasket 2011. Va representar Rússia als Jocs Olímpics d’estiu del 2008, així com als Jocs Olímpics d’estiu del 2012, on Rússia va guanyar una altra medalla de bronze. Va ser inclòs a la llista de la selecció russa per al Campionat del Món FIBA 2010, però no va jugar a causa d'una lesió.

## Vida personal
El seu germà gran, Nikolai, també era jugador de bàsquet professional.